# 12″ морское орудие Mark XI
12-дюймовая морская пушка Mk XI — английское корабельное орудие калибра 12 дюймов (304,8 мм). Орудие было разработано в 1910 г. фирмой «Армстронг-Уитворт». Орудиями типа Mark XI (по 2 орудия в каждой из пяти башенных установок) были вооружены линейные корабли типов «Сент-Винсент», «Нептун» и «Колоссус» .

## Конструкция орудия
Канал ствола орудия имел длину 50 калибров или 15 240 мм. Масса орудия составляла 65,6 тонн.